# ماما میا! (موزیکال)
ماما میا! (انگلیسی: Mamma Mia!) یک تئاتر موزیکال نوشته شده توسط نمایشنامه‌نویس بریتانیایی کاترین جانسون بر پایه ترانه‌های ضبط شده توسط گروه سوئدی آبا و با آهنگسازی اعضای گروه، بنی آندشون و بیورن اولویوس است. عنوان این موزیکال برگرفته از ترانه سال ۱۹۷۵ گروه آبا به نام «ماما میا» است که در صدر جدول‌های موسیقی قرار گرفته بود. اولویوس و آندشون از ابتدا در توسعهٔ این موزیکال نقش داشتند و درحالی‌که خواننده آنی-فرید لینگستاد از لحاظ مالی در این موزیکال نقش داشت.
این موزیکال شامل ترانه‌های موفق و پرفروشی همچون «سوپر تروپر»، «تمام عشقت را تقدیم من کن»، «ملکه رقصان»، «شناختن خودم، شناختن تو»، «شانست را با من امتحان کن»، «به‌خاطر موسیقی سپاسگزارم»، «پول، پول، پول»، «همه‌چیز به برنده تعلق دارد»، «آیا می‌خواهی»، «اس‌اواس» و «ماما میا» است. تاکنون بیش از ۶۵ میلیون نفر این موزیکال را دیده‌اند و از سال ۱۹۹۹ تاکنون ۴ میلیارد دلار در سراسر جهان فروش داشته‌است. یک فیلم اقتباسی با بازی مریل استریپ، کالین فرث، پیرس برازنان، آماندا سایفرد، کریستین برنسکی، استلان اسکاشگورد و جولی والترز در سال ۲۰۰۸ منتشر شد.

## برای مطالعهٔ بیشتر
- George Rodosthenous: Mamma Mia! and the Aesthetics of the Twenty-First-Century Jukebox Musical. In: Robert Gordon (ed.), Olaf Jubin (ed.): The Oxford Handbook of the British Musical. Oxford University Press, 2017, pp. 613–632
- Malcom Womack: Thank You For the Music: Catherine Johnson's feminist revoicings in Mamma Mia!. In: Studies in Musical Theatre, volume 3, no. 2, November 2009, pp. 201–211
- Jana B. Wild: On a Romantic Island: Shakespeare and Mamma mia. In:  Multicultural Shakespeare: Translation, Appropriation and Performance, 2019, pp. 151–161
- Naomi Graber: Memories that remain: Mamma Mia! and the disruptive potential of nostalgia. In: Studies in Musical Theatre, volume 9, no. 2, June 2015, pp. 187–198
- Elaine Aston: Work, Family, Romance and the Utopian Sensibilities of the Chick Megamusical Mamma Mia!. In: A Good Night Out for the Girls. Palgrave Macmillan, London, 2013, pp. 114–133